# Mîkolaiivka, Borzna
Mîkolaiivka (în ucraineană Миколаївка) este localitatea de reședință a comunei Mîkolaiivka din raionul Borzna, regiunea Cernihiv, Ucraina.

## Demografie
Componența lingvistică a localității Mîkolaiivka
     Ucraineană (99,24%)
     Alte limbi (0,76%)
Conform recensământului din 2001, majoritatea populației localității Mîkolaiivka era vorbitoare de ucraineană (99,24%), existând în minoritate și vorbitori de alte limbi.